# Титанати (мінерали)
Титана́ти — мінерали, солі метатитанової H2TiO3 та ортотитанової H4TiO4 кислот. Нерозчинні у воді. В мінералогії розглядаються як складні оксиди, наприклад, перовськіт — CaTiO3 або CaO·TiO2.